# Livain Chiasson
Pour les articles homonymes, voir Chiasson.
Livain Chiasson (25 juillet 1892 à Lamèque - 11 septembre 1987) était un prêtre canadien qui fut le principal promoteur du mouvement d'Antigonish pour la coopération au Nouveau-Brunswick. De son action découle la création d'UNI Coopération financière. Il est également l'instigateur du couvent de Shippagan, fondé en 1949.